# Historias de la puta mili (sèrie de còmics)
|  | Per a altres significats, vegeu «Historias de la puta mili». |

Historias de la puta mili és una sèrie de còmic creada en 1986 per l'autor català Ivà a la revista El Jueves.
Les Historias de la puta mili són històries autoconclusives, sovint de dues pàgines, on en clau satírica es parodia l'exèrcit espanyol i més concretament el servei militar obligatori. A aquesta sèrie se'ns presentava un exèrcit desorganitzat, on els alts càrrecs militars apareixien com uns incompetents i els reclutes com a civils, amb més picardia i que no s'ho passaven bé fent el servei militar. Sovint se les enginyaven per defugir les seues obligacions o no complir ordres dels superiors, que després es demostraven eren inútils o perilloses. Com els films La vaquilla o La escopeta nacional, de Berlanga, les Historias presenten una caricatura de l'exèrcit i tenen un tarannà antimilitarista. Mitjançant l'humor, les Historias, feien una critica de la instrucció patriòtica que l'exèrcit volia donar als joves reclutes i de la seva inutilitat.
Els seus personatges eren anònims i no existia continuïtat, com els quarters militars on cada cent dies hi havia reclutes diferents. L'únic personatge que mostrava una lleugera continuïtat era el sargento Arensibia, que era tan maldestre com la majoria de personatges d'aquest còmic.
Com a una altra sèrie del mateix autor, Makinavaja, els diàlegs de Historias de la puta mili són molt abundants i adopten una mena de transcripció fonètica del llenguatge col·loquial de sectors marginals barcelonins, a més d'utilitzar moltes paraules d'argot.
I també com Makinavaja, les Historias de la puta mili van ser adaptades a teatre, cinema i televisió. En la versió teatral, l'actor Ramon Teixidor va representar el paper del sargento Arensibia, mentre que la versió cinematogràfica, dirigida per Manuel Esteban, va ser protagonitzada per Juanjo Echanove. La sèrie televisiva basada en les Historias va ser emesa per Telecinco en prime time el 1994 i el seu primer episodi va ser vist per més de cinc milions d'espectadors, amb una quota de pantalla del 35,3 per cent, si bé després l'audiència va baixar considerablement. Altra prova de l'èxit d'aquesta sèrie és la revista Puta Mili, revista humorística publicada per Ediciones El Jueves destinada a reclutes que feien el servei militar obligatori, ja que totes les seues sèries parlaven sobre la vida al quarter. Va tenir més de 200 números i va desaparèixer arran de la professionalització de les forces armades a finals de la dècada de 1990.